# Eugène Forest
Pour les articles homonymes, voir Forest.
Eugène Hippolyte Forest, né à Strasbourg (Bas-Rhin) le 24 octobre 1808 et mort à Grenoble (Isère) le 28 décembre 1891, est un peintre, lithographe, graveur et caricaturiste français.

## Biographie
Eugène Forest est l’élève du peintre Camille Roqueplan.
Il expose dans des Salons régionaux, et de 1847 à 1866 au Salon de Paris où il présente notamment des tableaux de paysages et des études d'oiseaux. Comme lithographe et caricaturiste, il subit l'influence d'Henri Monnier et de Grandville dont il hérita la technique du dessin sur pierre.
Il collabore avec Grandville et Honoré Daumier aux journaux satiriques illustrés La Silhouette (1829-1830), La Caricature (1830-1835) et Le Charivari (à partir de 1832) et illustre de vignettes plusieurs ouvrages parmi lesquels : Le Vieux chasseur de Théophile Deyeux (1835), L'Abécédaire illustré édité par Aubert (1838), Historiettes et images d'A. de Savigny (1840), Physiologie de l'amant de cœur de M.Constantin (1842), Physiologie du Goût de Brillat-Savarin (1848).

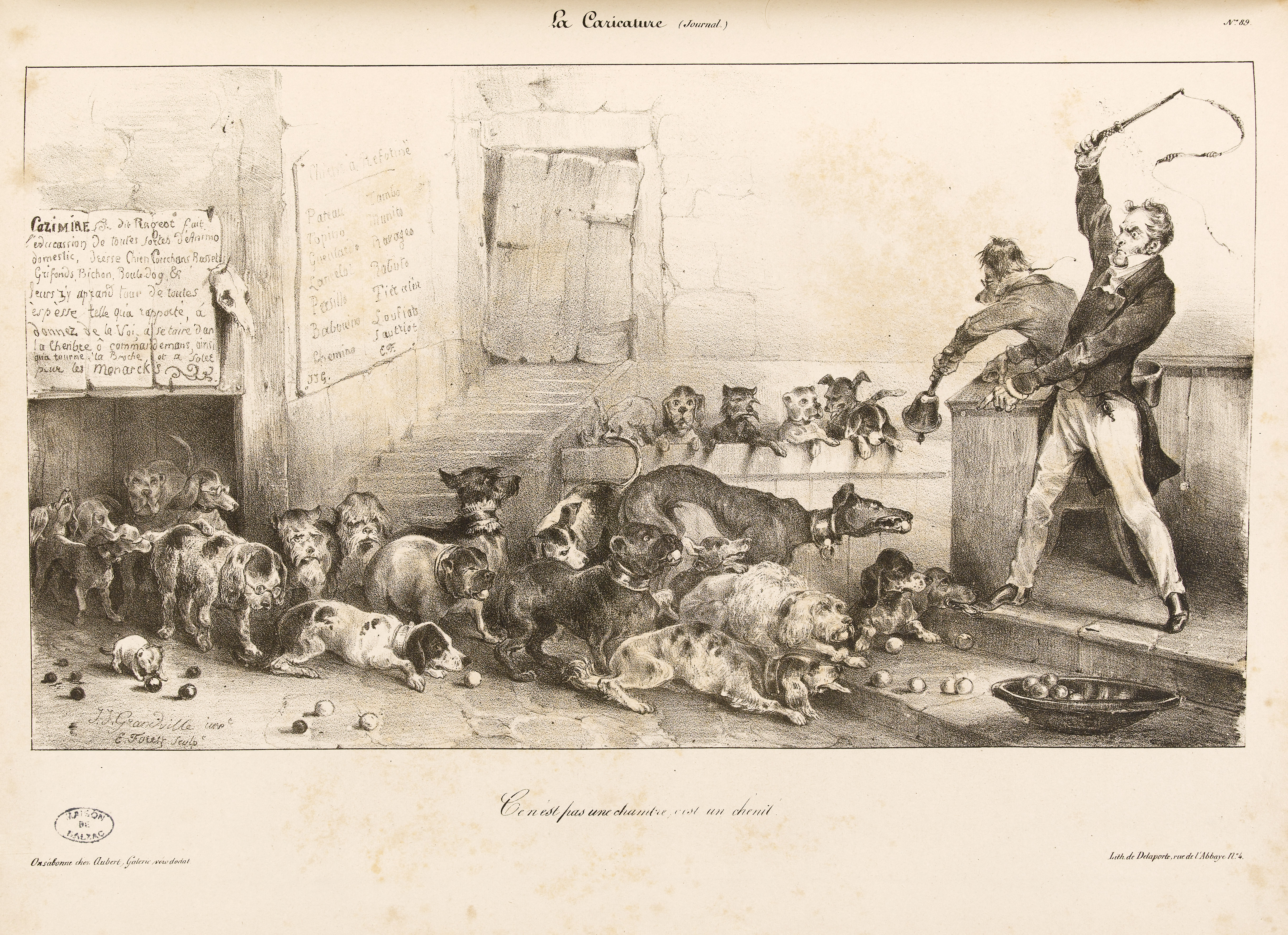
Ce n’est pas une chambre, c’est un chenil, lithographie, 1831.
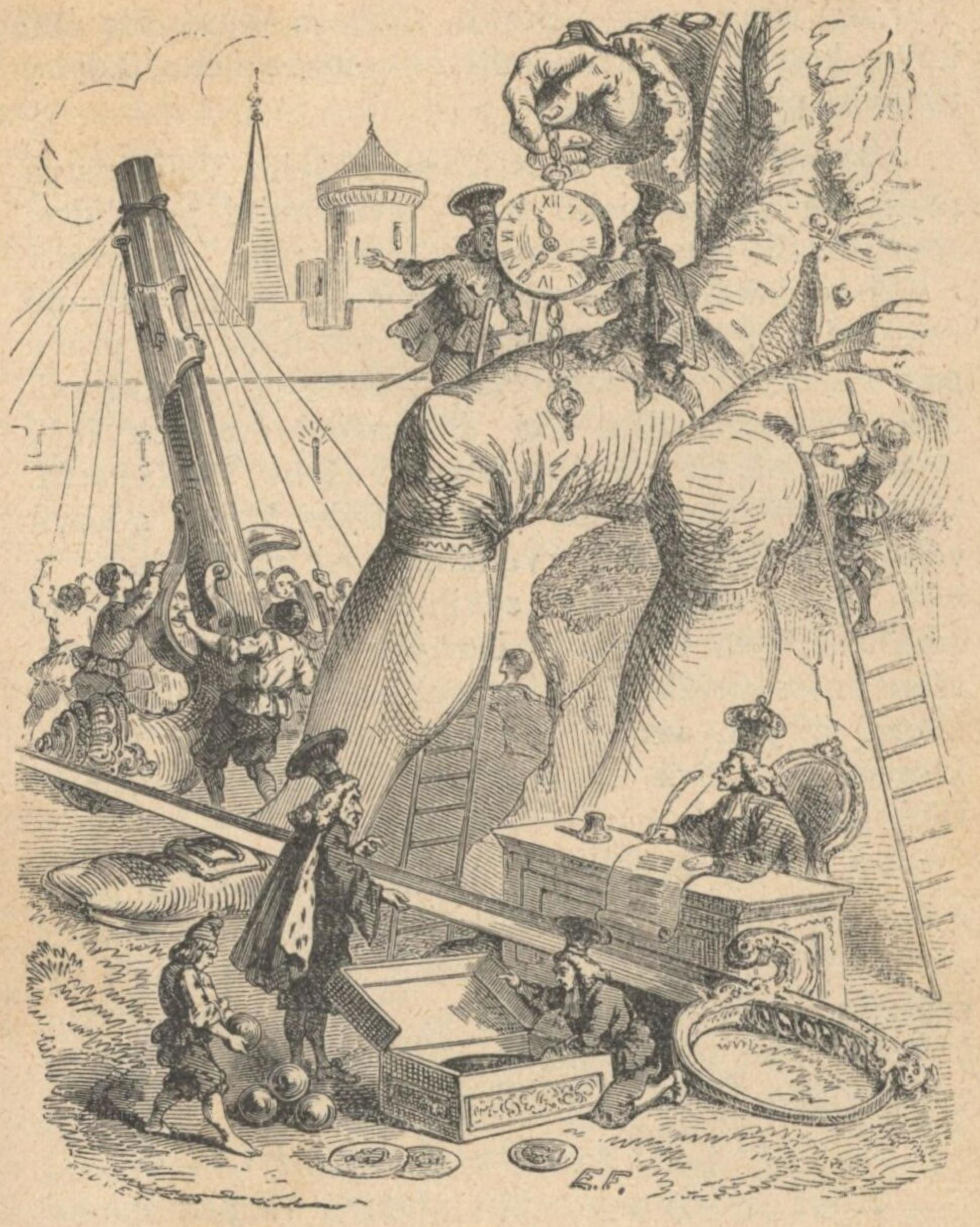
Illustration pour une édition des Voyages de Gulliver, 1906.